# Grindsted GIF Håndbold
Grindsted GIF Håndbold er en dansk herrehåndboldklub fra Grindsted, der siden 2024 har spillet i landets bedste herrerække, Herrehåndboldligaen. Holdet spiller sine hjemmekampe i Lynghallen i Grindsted.
Tilbage i 2016 spillede klubbens herrehold i serie 1. Blot to sæsoner efter i 2020 oprykkede holdet fra flere år i 2. division og 3. division til 1. division. Allerede to sæsoner i landets andenbedste række, endte holdet på en 3. plads i det samlede grundspil, hvilket sikrede dem kvalifikation til oprykningsspil mod HØJ Elite som de dog tabte. I 2023/24 vandt holdet 1. division og sikrede dermed oprykning til Herrehåndboldligaen.
I 2025 nåede de semifinalen i den danske pokalturnering for første gang i historien. De tabte dog semifinalen med 23-37 til Bjerringbro-Silkeborg. Kampen om bronzemedaljerne tabte de snævert 25-24 til SønderjyskE Håndbold. Det var første gang nogensinde, at et nyoprykket hold havde spillet sig i pokalsemifinalen. I løbet af sæsonen blev de kendte for at spille 7 mod 6 mere end det normale 6-mod-6-angrebsspil. På den sidste dag i grundspillet, overlevede de nedrykning, da de slog Bjerringbro-Silkeborg på udebane. KIF Kolding rykkede ned i stedet. Senere vandt de nedrykningsplayoffkampen mod Skive fH i tre kampe.

## Spillertruppen 2024-25
| Nr. | Navn                   | Nationalitet | Position                 |              |
| --- | ---------------------- | ------------ | ------------------------ | ------------ |
| 1   | Frederik Skovgaard     | Danmark      | 4. marts 2001 (24 år)    | Målvogter    |
| 3   | Thomas Theilgaard      | Danmark      | 13. januar 1993 (32 år)  | Højre fløj   |
| 4   | Frederik Nielsen       | Danmark      | 31. januar 1995 (30 år)  | Playmaker    |
| 5   | Daniel Jørgensen       | Danmark      | 22. april 1993 (32 år)   | Højre back   |
| 7   | Jacob Villemoes        | Danmark      | 5. april 2001 (24 år)    | Højre fløj   |
| 8   | Rolf Ravn              | Danmark      | 10. oktober 1992 (32 år) | Højre back   |
| 9   | Niklas Bjørn Jensen    | Danmark      | 4. april 1994 (31 år)    | Stregspiller |
| 10  | Oliver Barslund        | Danmark      | 2. november 2002 (22 år) | Venstre fløj |
| 11  | Kristoffer Jessen      | Danmark      | 22. juni 1993 (32 år)    | Venstre back |
| 14  | Nicolai Skytte         | Danmark      | 3. marts 2003 (22 år)    | Venstre back |
| 15  | Jonas Fuglsbjerg       | Danmark      | 22. marts 2002 (23 år)   | Venstre back |
| 16  | Christian Wetche       | Danmark      | 4. juni 1996 (29 år)     | Målvogter    |
| 17  | Kristian Krag Ørsted   | Danmark      | 22. maj 1995 (30 år)     | Stregspiller |
| 19  | Magnus Sadova          | Danmark      | 5. februar 2000 (25 år)  | Venstre fløj |
| 20  | Frederik Iversen       | Danmark      | 19. juli 1999 (25 år)    | Venstre fløj |
| 21  | Kristoffer Vestergaard | Danmark      | 19. juni 1999 (26 år)    | Højre back   |
| 22  | Hjamar Andersen        | Danmark      | 10. januar 1997 (28 år)  | Stregspiller |
| 23  | Bjarke Nybo            | Danmark      | 20. april 1998 (27 år)   | Venstre back |
| 24  | Mads Jørgensem         | Danmark      | 1. juli 2003 (21 år)     | Højre back   |

### Stab
| Pos.                | Navn                   |
| ------------------- | ---------------------- |
| Cheftræner          | Jacob Vinholt Pedersen |
| Assistenttræner     | Lasse Boesen           |
| Transitionstræner   | Emil Lisberg Larsen    |
| Holdleder           | Henrik Risager Jensen  |
| Holdleder           | Jan Madsen             |
| Sportslig ansvarlig | Flemming Pedersen      |